# Solaize
 (septembre 2023).
 (septembre 2023).
La mise en forme du texte ne suit pas les recommandations de Wikipédia : il faut le « wikifier ».
Les points d'amélioration suivants sont les cas les plus fréquents. Le détail des points à revoir est peut-être précisé sur la page de discussion.
- Les titres sont pré-formatés par le logiciel. Ils ne sont ni en capitales, ni en gras.
- Le texte ne doit pas être écrit en capitales (les noms de famille non plus), ni en gras, ni en italique, ni en « petit »…
- Le gras n'est utilisé que pour surligner le titre de l'article dans l'introduction, une seule fois.
- L'italique est rarement utilisé : mots en langue étrangère, titres d'œuvres, noms de bateaux, etc.
- Les citations ne sont pas en italique mais en corps de texte normal. Elles sont entourées par des guillemets français : « et ».
- Les listes à puces sont à éviter, des paragraphes rédigés étant largement préférés. Les tableaux sont à réserver à la présentation de données structurées (résultats, etc.).
- Les appels de note de bas de page (petits chiffres en exposant, introduits par l'outil «  Source ») sont à placer entre la fin de phrase et le point final[comme ça].
- Les liens internes (vers d'autres articles de Wikipédia) sont à choisir avec parcimonie. Créez des liens vers des articles approfondissant le sujet. Les termes génériques sans rapport avec le sujet sont à éviter, ainsi que les répétitions de liens vers un même terme.
- Les liens externes sont à placer uniquement dans une section « Liens externes », à la fin de l'article. Ces liens sont à choisir avec parcimonie suivant les règles définies. Si un lien sert de source à l'article, son insertion dans le texte est à faire par les notes de bas de page.
- La présentation des références doit suivre les conventions bibliographiques. Il est recommandé d'utiliser les modèles {{Ouvrage}}, {{Chapitre}}, {{Article}}, {{Lien web}} et/ou {{Bibliographie}}. Le mode d'édition visuel peut mettre en forme automatiquement les références.
- Insérer une infobox (cadre d'informations à droite) n'est pas obligatoire pour parachever la mise en page.

Pour une aide détaillée, merci de consulter Aide:Wikification.
Si vous pensez que ces points ont été résolus, vous pouvez retirer ce bandeau et améliorer la mise en forme d'un autre article.
Solaize est une commune et petite ville française située dans la métropole de Lyon, en région Auvergne-Rhône-Alpes.
Ses habitants sont appelés les Solaizards et Solaizardes.

## Géographie

### Situation
À 14 km au sud de Lyon, la commune de Solaize compte cinq communes limitrophes : 
| Irigny           | Feyzin           | Feyzin                  |
| Vernaison        | Solaize          | Saint-Symphorien-d'Ozon |
| Sérézin-du-Rhône | Sérézin-du-Rhône | Saint-Symphorien-d'Ozon |

La commune est limitée à l'ouest par la vallée du Rhône, aménagée à partir des années 1962-1963 pour limiter les divagations du puissant fleuve lors de ses crues et organiser un réseau de moyens de communication très important : 
– les voies ferrées vers le sud-est et vers Saint-Étienne,
– les voies du Triage de Sibelin,
– l'autoroute A7,
– le canal de dérivation, descendu ou remonté par des péniches de transport de produits lourds,
– le Vieux Rhône.

### Site
La ville est installée à l'extrémité N-E du plateau des « Grandes Terres » et culmine à 238m. Ici, les espaces agricoles bénéficient de fins débris glaciaires étalés en couches épaisses. Au Sud, le plateau descend vers la vallée de l'Ozon, affluent du Rhône, et au N-O, sur le couloir rhodanien à 158m.
Ce site a toujours représenté l'avantage d'être défensif, côté Rhône et d'offrir des terres riches pour la survie et même la richesse des populations.

## Toponymie
Ce nom évoque plus de 2500 ans d'occupation humaine : en effet, des bases pré-indo-européenne, « KAL » ont été remplacées par le mot « SAL », à l'époque romaine où la lettre K n'existait pas. Jules César a lui même utilisé le mot « SAL » pour désigner les escarpements.
Les lettres placées différemment ont aussi donné le mot « ALS », devenu, en latin ALSONE, puis OZON, pour désigner le vallon.
Il s'est ensuivi une série importante d'orthographe du nom de la commune, apparaissant dans les textes d'Archives : Celosia, Celusia, Celesio, Celuysia, Celitsia, Celoysi, Soleisi, Solveysie, Soleysie, Soulaise, Soleyse, Soleyze, Solaise en 1793, devenu SOLAIZE en 1977.

## Urbanisme

### Typologie
Au 1er janvier 2024, Solaize est catégorisée ceinture urbaine, selon la nouvelle grille communale de densité à sept niveaux définie par l'Insee en 2022.
Elle appartient à l'unité urbaine de Lyon, une agglomération inter-départementale regroupant 123  communes, dont elle est une commune de la banlieue,,. Par ailleurs la commune fait partie de l'aire d'attraction de Lyon, dont elle est une commune de la couronne,. Cette aire, qui regroupe 397 communes, est catégorisée dans les aires de 700 000 habitants ou plus (hors Paris),.

### Occupation des sols
L'occupation des sols de la commune, telle qu'elle ressort de la base de données européenne d’occupation biophysique des sols Corine Land Cover (CLC), est marquée par l'importance des territoires artificialisés (46,9 % en 2018), en augmentation par rapport à 1990 (42,7 %). La répartition détaillée en 2018 est la suivante : 
zones agricoles hétérogènes (34,2 %), zones industrielles ou commerciales et réseaux de communication (25,1 %), zones urbanisées (18,7 %), eaux continentales (6,6 %), forêts (6,3 %), terres arables (6 %), espaces verts artificialisés, non agricoles (3,1 %). L'évolution de l’occupation des sols de la commune et de ses infrastructures peut être observée sur les différentes représentations cartographiques du territoire : la carte de Cassini (XVIIIe siècle), la carte d'état-major (1820-1866) et les cartes ou photos aériennes de l'IGN pour la période actuelle (1950 à aujourd'hui).

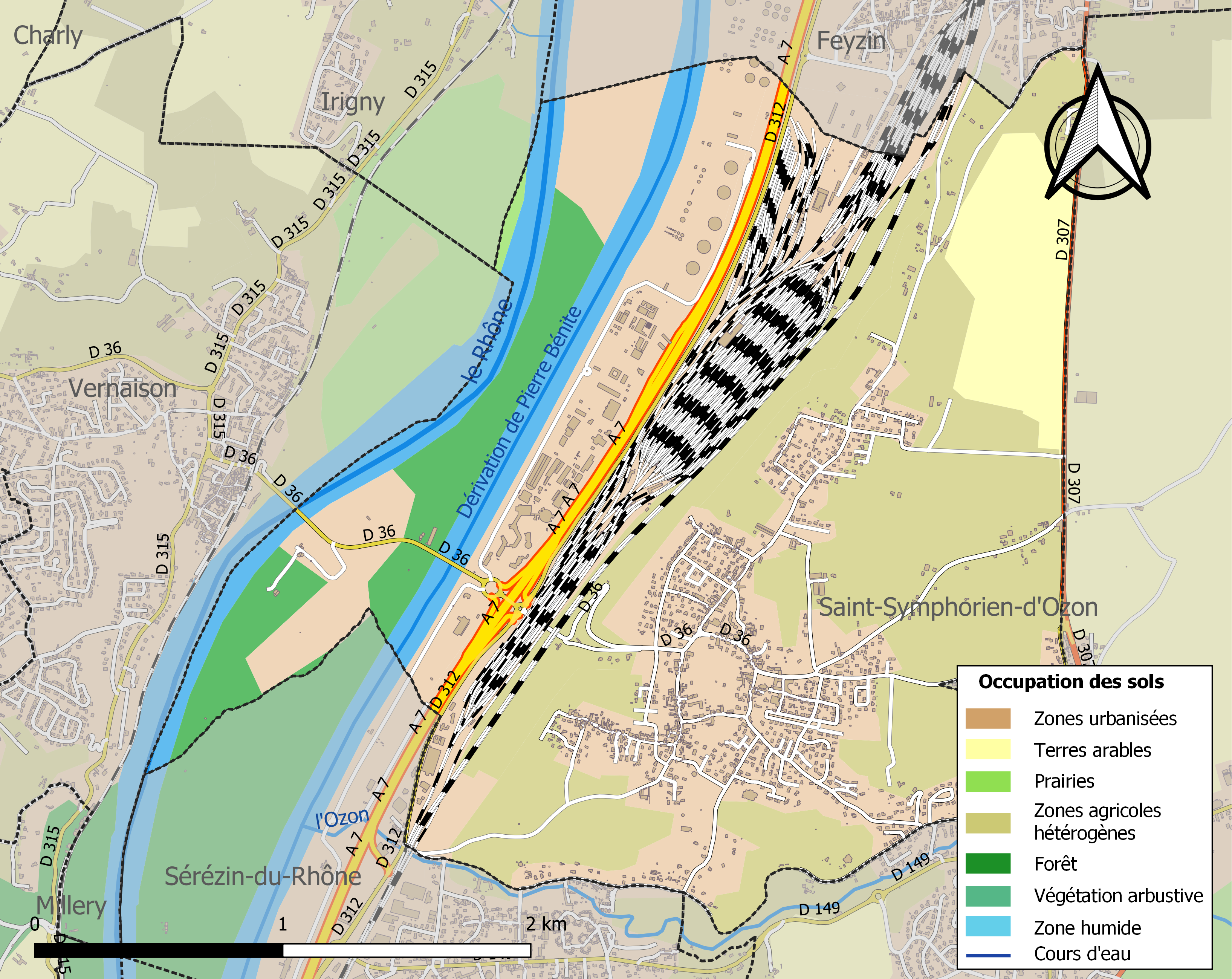
Carte des infrastructures et de l'occupation des sols de la commune en 2018 (CLC).

## Histoire
L'occupation du sol de la commune remonte au Néolithique, l'époque des chasseurs et cueilleurs de l'âge du bronze final et surtout de l'âge du fer où la subsistance était fondée sur les premiers développements de l'élevage et de l'agriculture, impliquant une sédentarisation. Ces affirmations découlent des découvertes, au XIXe et au début du XXe siècle, de débris de poteries et de tuiles dans le quartier des Tuilières.
De cette époque datait le quartier de Pinozétant, en dessous de St-André. Situé au nord de la commune, concentrique, aux parcelles délimitées plus tard par des moines, ce quartier a complètement disparu, lors des travaux d'installation de la raffinerie, avec la vente des terres cultivables, au nom de la modernité.
À l'époque romaine, un raccourci, entre Vienna et Lugdunum nommé Compendium a été construit en empruntant, entre autres, le territoire de Solaize. Les troupes romaines l'utilisaient car il leur permettait de se déplacer sur la balme sans être vus de la vallée du Rhône et surtout d'économiser 7 milles de trajet, soit 10,36 km et d'éviter des marécages à l'est de Communay. Cette voie était jalonnée, comme toute route romaine, de bornes milliaires. Solaize possède d'ailleurs la 7ème, au départ de Vienne : elle est datée de 43 après J-C. Les indications qui y sont inscrites ont permis de dater la fondation de Lyon.
La période du Moyen-Age a été marquée, à Solaize, par :
- le début de la construction de l'église Saint-Sylvestre-Saint-Clair, attesté dès 902.
- l'édification d'un vingtain, un espace fortifié par les chatelains de la famille Mitiffiot, pour se protéger de foudroyantes attaques des « tard-venus », pendant la guerre de Cent Ans menée par les Anglais entre 1337 et 1453. Le mot de vingtain est dû au fait que le mur ne devait pas dépasser vingt pieds de hauteur.
- au XVIe siècle les dégâts des guerres de Religion, menées par le baron des Adrets entre 1560 et 1598, qui ont provoqué l'effondrement du clocher de l'église, situé alors à la croisée du transept.
- L'achèvement du château de St-Agnin, par le seigneur Scipion de Polloud (du nom de sa seigneurie). Dans le patois des Solaizards ce château devint le château de St-Anin.

Le XVIIème a vu s'installer dans le village 3 Ruages, tenus par des hommes en armes pour protéger chacun contre toute intrusion mais également pour prélever des taxes sur les marchandises transportées. Les ruages sont toujours matérialisés par des rétrécissements gênants pour la circulation.
A la fin du XVIIIème, la Révolution Française a été vécue avec une grande intensité, l'église ayant même été transformée en temple de la Raison et on imita les festivités qui s'étaient déroulées à Paris mais aussi leurs violences : un prêtre réfractaire fut guillotiné.
La période napoléonienne vit l'installation au village, en 1808 , d'un petit monastère dédié à St-Napoléon dans lequel de jeunes femmes aidaient les déshérités de Solaize. L'oncle de l'Empereur, fait cardinal de Lyon, incita aussi à élever des croix de mission, toujours en place, pour redonner du lustre au culte catholique, mis à mal par la Révolution.
Les guerres nationales de la fin du XIXe et du XXe siècle ont emporté de nombreux Solaizards :
- celle de 1870-1871 : 7 soldats
- en 1914-1918 : 29 soldats
- en 1939-1945 : 3 soldats[2]

## Politique et administration
Dès le XIe siècle, Solaize se trouvait dans la province du Dauphiné.
En 1349, avec le « transport du Dauphiné », c'est-à-dire sa cession au royaume de France, ce territoire devint la propriété du fils aîné du roi et l'on donna à celui-ci le titre de « dauphin ». C'est alors que Solaise entra dans le royaume de France.
En 1790, l'Assemblée constituante créa les départements. Le Dauphiné fut partagé en trois : la Drôme, les Hautes-Alpes, et l'Isère : c'est dans ce dernier que Solaise fut placée, ainsi que dans le canton de St-Symphorien d'Ozon.
Le 29/12/1967, la commune rejoignit le département du Rhône (loi n°67 - 1205 du 29/12/1967) à la suite des difficultés d'intervention des pompiers, lors de la catastrophe survenue à la Raffinerie de Feyzin, le 04/01/1966[réf. nécessaire].
En 1985, Solaize rejoignit le nouveau canton de Saint-Fons. Elle appartint alors à l'unité urbaine de Lyon qui forma alors une agglomération de 124 communes (la deuxième de France).
Le 01/01/2015, le Grand Lyon disparut, laissant la place à la collectivité territoriale de la métropole de Lyon : 59 communes avec 1416545 Grands Lyonnais et Grandes Lyonnaises, dont les Solaizards.
| Période                                  | Période   | Identité                      | Étiquette  | Qualité |
| ---------------------------------------- | --------- | ----------------------------- | ---------- | --- |
| 1789                                     | 1802      | Pierre Mitiffiot              |            | |
| 1802                                     | 1834      | Genest de Pujol               |            | |
| 1834                                     | 1843      | Benoît Curty                  |            | |
| 1870                                     | 1871      | Louis Perrin                  |            | |
| 1871                                     | 1904      | Jean Auguste Curty            |            | |
| 1904                                     | 1919      | Ferdinand Mitiffiot de Belair |            | |
| 1919                                     | 1945      | Antoine Morin                 |            | |
| 1945                                     | 1953      | Louis Poulet                  |            | |
| 1953                                     | 1961      | Etienne Duchamp               |            | |
| 1961                                     | 1977      | Pierre Perroud                |            | |
| 1977                                     | mars 2008 | Pierre Voegel                 | DVD        | Médecin |
| mars 2008                                | En cours  | Guy Barral                    | MoDem LREM | Directeur des ressources humaines - Associé Sud Architectes 19e vice-président de la Métropole de Lyon (2015 → 2020) Politique sportive Membre de la commission éducation, culture, patrimoine et sport |
| Les données manquantes sont à compléter. |           |                               |            | |

## Population et société

### Démographie
L'évolution du nombre d'habitants est connue à travers les recensements de la population effectués dans la commune depuis 1793. Pour les communes de moins de 10 000 habitants, une enquête de recensement portant sur toute la population est réalisée tous les cinq ans, les populations de référence des années intermédiaires étant quant à elles estimées par interpolation ou extrapolation. Pour la commune, le premier recensement exhaustif entrant dans le cadre du nouveau dispositif a été réalisé en 2006.

En 2022, la commune comptait 3 131 habitants, en évolution de +7,37 % par rapport à 2016 (Rhône : +3,93 %, France hors Mayotte : +2,11 %).
| 1793 | 1800 | 1806 | 1821 | 1831 | 1836 | 1841 | 1846 | 1851 |
| ---- | ---- | ---- | ---- | ---- | ---- | ---- | ---- | ---- |
| 792  | 749  | 876  | 898  | 738  | 750  | 817  | 732  | 779  |

| 1856 | 1861 | 1866 | 1872 | 1876 | 1881 | 1886 | 1891 | 1896 |
| ---- | ---- | ---- | ---- | ---- | ---- | ---- | ---- | ---- |
| 770  | 780  | 694  | 656  | 628  | 634  | 696  | 693  | 730  |

| 1901 | 1906 | 1911 | 1921 | 1926 | 1931 | 1936 | 1946 | 1954 |
| ---- | ---- | ---- | ---- | ---- | ---- | ---- | ---- | ---- |
| 770  | 708  | 751  | 639  | 660  | 602  | 580  | 595  | 674  |

| 1962 | 1968  | 1975  | 1982  | 1990  | 1999  | 2006  | 2011  | 2016  |
| ---- | ----- | ----- | ----- | ----- | ----- | ----- | ----- | ----- |
| 843  | 1 119 | 1 445 | 1 783 | 2 008 | 2 256 | 2 527 | 2 799 | 2 916 |

| 2021  | 2022  | - | - | - | - | - | - | - |
| ----- | ----- | - | - | - | - | - | - | - |
| 3 082 | 3 131 | - | - | - | - | - | - | - |

### Enseignement
Le groupe scolaire qui était installé, au XIXe et au début du XXe siècle, dans les locaux municipaux, est aujourd'hui inclus dans un grand triangle bordé par les rues du Rhône, du 8 mai 1945 et de Chantabeau.
Il dépend de l'Académie de Lyon. La commune y gère l'école maternelle, l'école élémentaire et la cantine. Les deux écoles n'ont pas encore de nom.

### Manifestations culturelles et festivités
- Association « Origines et Patrimoine » (depuis 1994)
- Confrérie du Bleu de Solaize (depuis 1996)

### Associations culturelles, sportives et de Vie locale
De nombreuses associations, aussi bien sportives que culturelles sont présentes dans la commune.

### Cadre de vie et environnement
Même si le bâti paysan de pierre ou de torchis encore présent au XXe siècle est peu à peu grignoté par un habitat pavillonnaire avec plusieurs lotissements dont les plus anciens, « la Croix-Rouge » et « Bellecombe », occupés dès 1975-1976, Solaize conserve son aspect général de village.
Il est tourné vers la place principale occupée par l’église St-Sylvestre et sa Mairie. Son écart principal, Charriolle, conserve son puits protégé par une guérite, ancien puits commun au quartier, et sa voie unique circulaire ainsi qu’une maison, ancien relais de chasse à l’épervier ou au faucon.
Au pied de la balme qui domine la vallée du Rhône, après avoir traversé les voies ferrées et l’autoroute, le pont de Vernaison permet d’accéder à l'île de la Table-Ronde (la tabula rotunda des Romains), qui s’étire sur 3 kilomètres et forme par sa verdure le poumon vert du sud de l’agglomération lyonnaise. Les travaux d’aménagement de la Compagnie nationale du Rhône dans les années 1962-1965 ont provoqué des éboulements et entrainé un nouvel écosystème. Véritable forêt alluviale, l’île de la Table-Ronde est la principale coulée verte au sud de Lyon.
Ancienne mosaïque de prairies inondables bordée de Ripisylve, elle offre aujourd’hui des caches et des lieux de reproduction à beaucoup d’espèces animales: ragondins, castors, grenouilles, crapauds et poissons qui attirent de nombreux martins-pêcheurs ou grands cormorans. L’espace est aussi protégé pour ses 24 variétés d’orchidées.

## Activités et économie
- Activités agricoles : la commune possède une surface consacrée à l'agriculture, le poireau dont les graines de la variété « le Bleu de Solaize » mise au point en 1942[Note 6], ainsi que l'asperge blanche.
- Activités tertiaires : la partie du village située vers le Rhône, dans ce qu'on nomme « de la chimie », comprend trois pôles de recherche : l'IFPEn (IFP Énergies nouvelles), un laboratoire du CNRS (Centre national de la recherche scientifique) et le CRES (le centre de recherche de l'entreprise Total).

## Lieux et monuments
Borne milliaire romaine de Solaize, dédiée à l'empereur Claude en l'an 43 après J-C, indiquant qu'elle était placée à 7 000 pas (7 mille romains) de la ville de Vienne par la rive gauche du Rhône. La borne est classée monument historique depuis le 19 novembre 1910. Une copie se trouve au musée romain de Saint-Romain-en-Gal.
- Église romane.

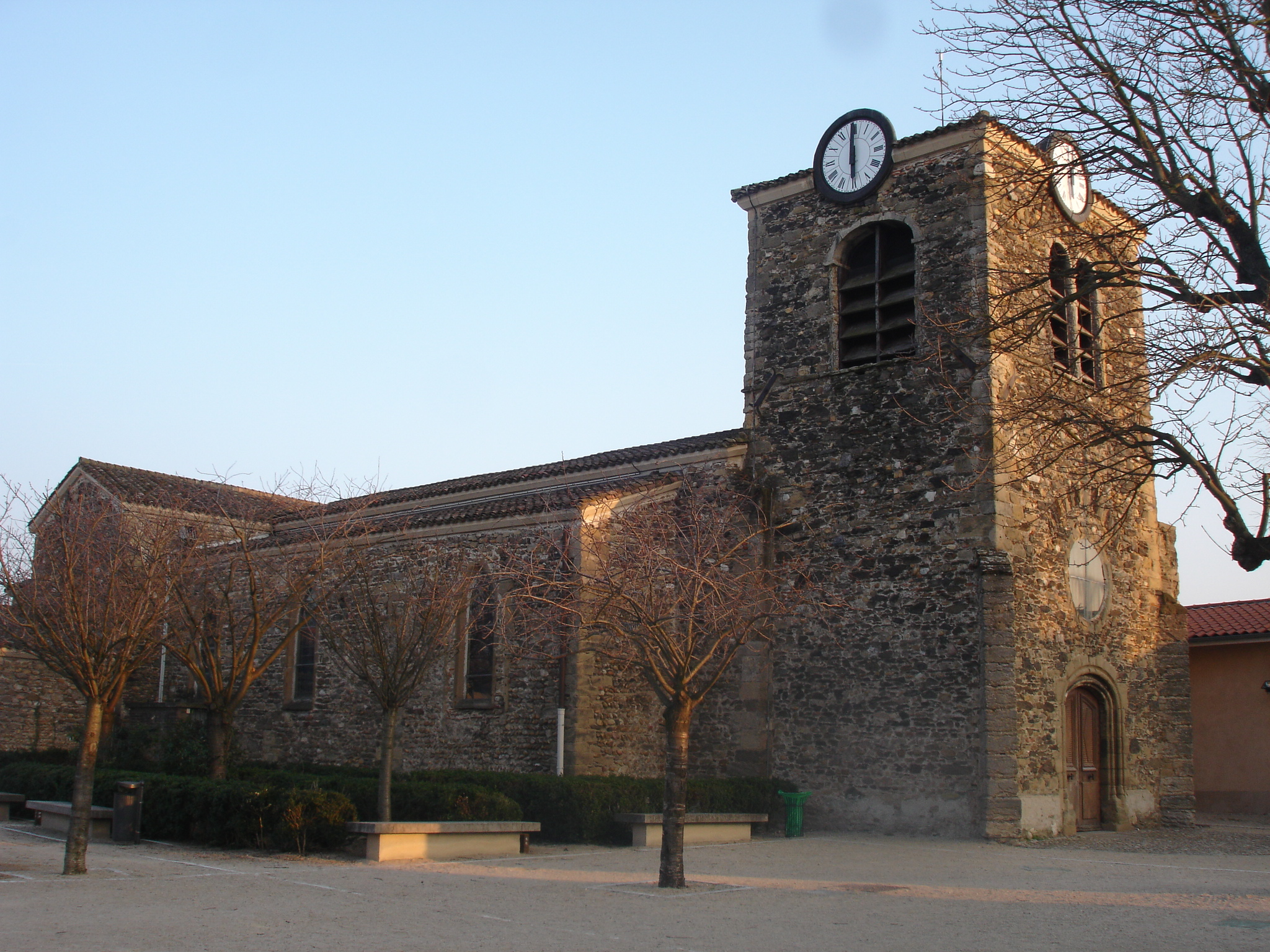
L'église vue de profil.
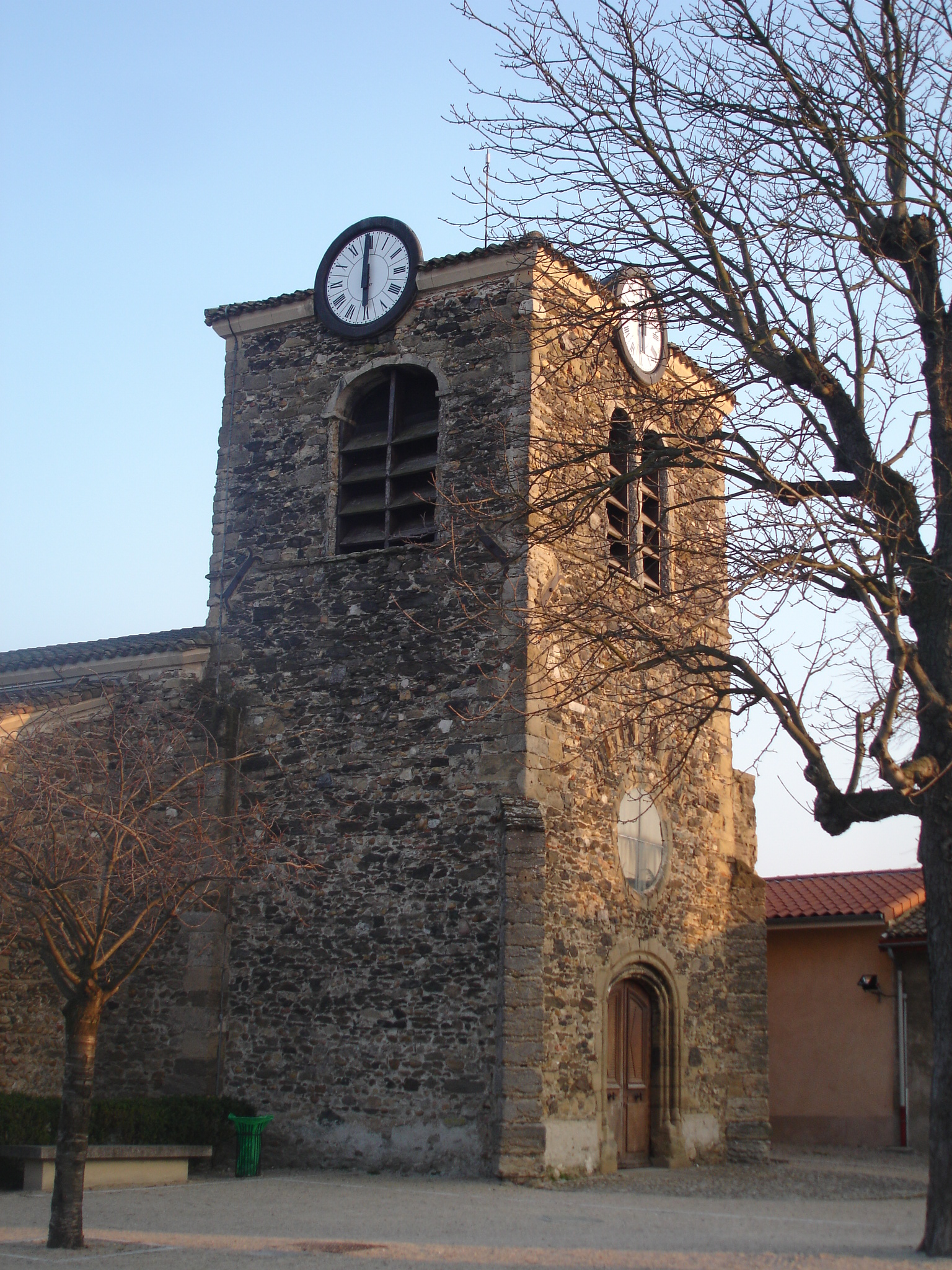
Tour-clocher de l'église.
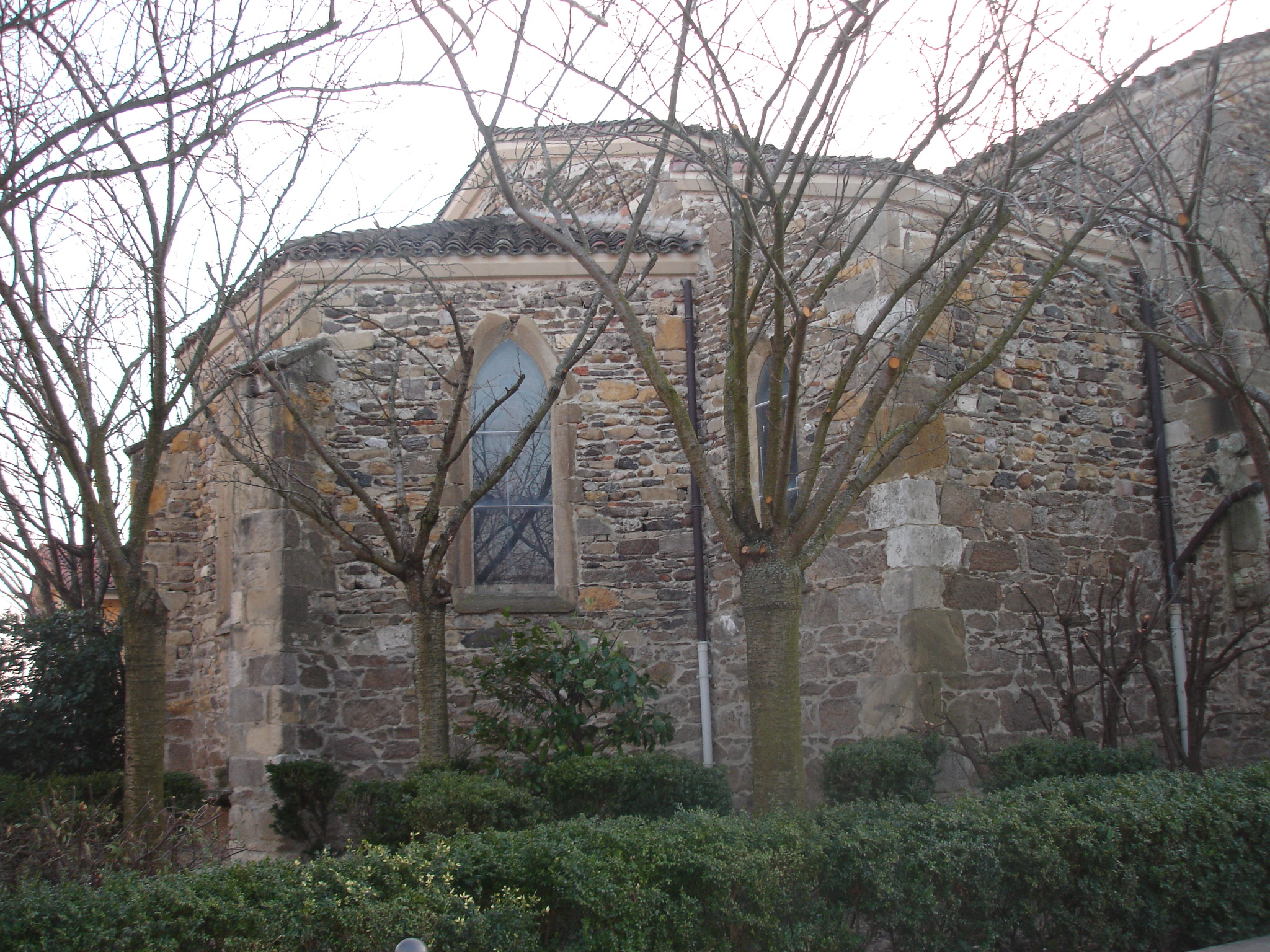
Chevet de l'église.
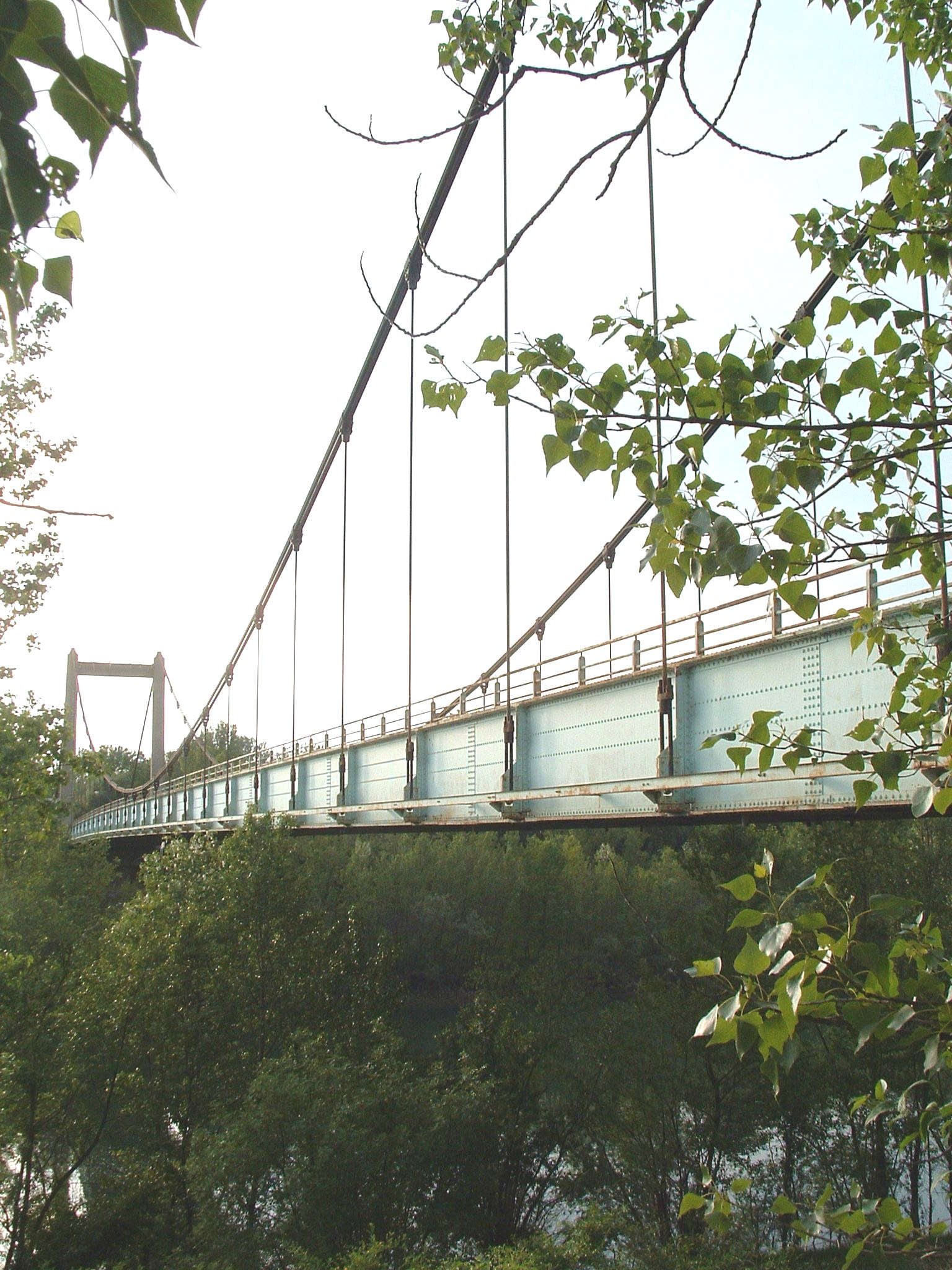
Pont suspendu de Solaize sur le canal de fuite du barrage de Pierre-Bénite sur le Rhône.